# Reocín

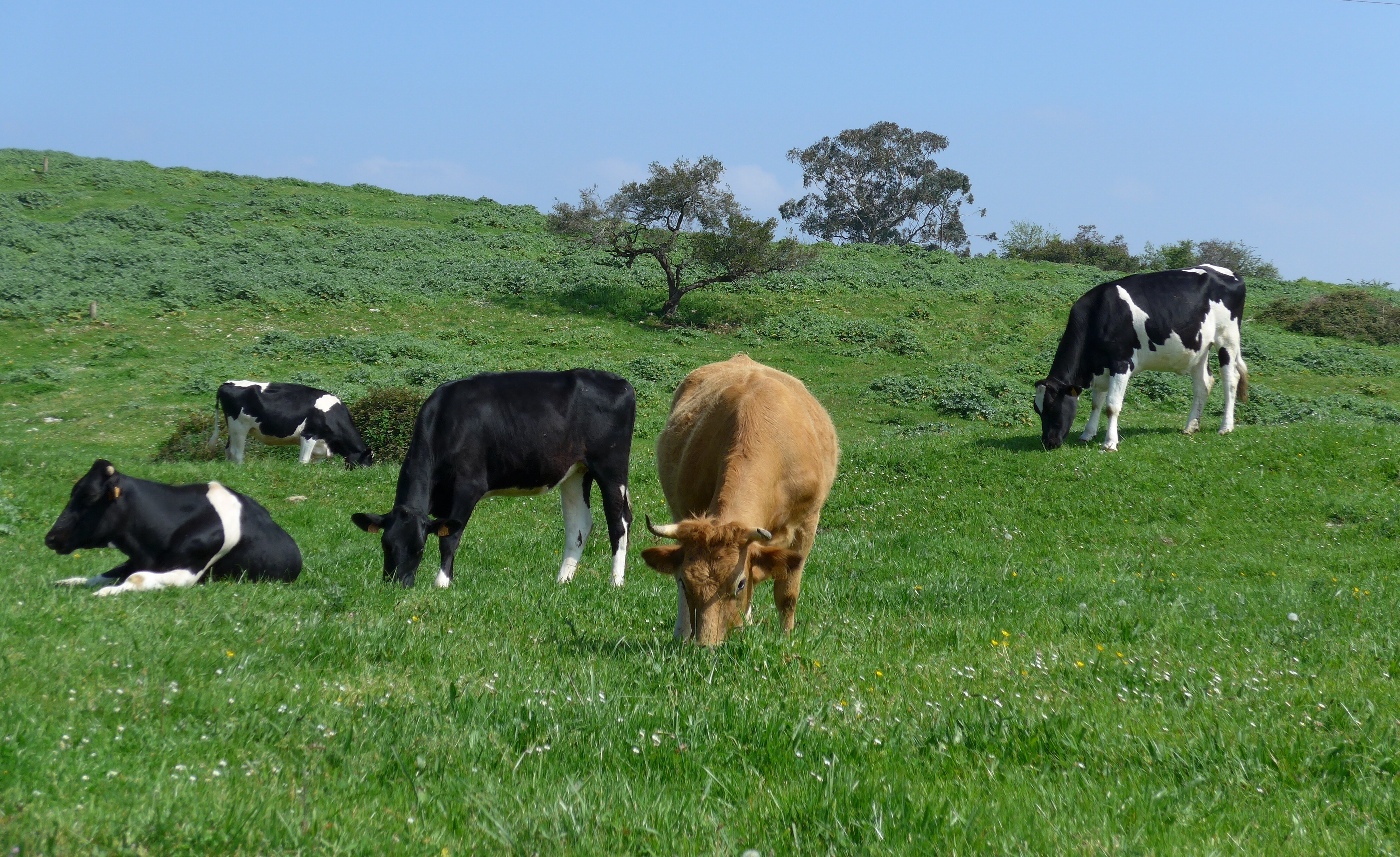
Ganado vacuno paciendo en una braña de Villapresente

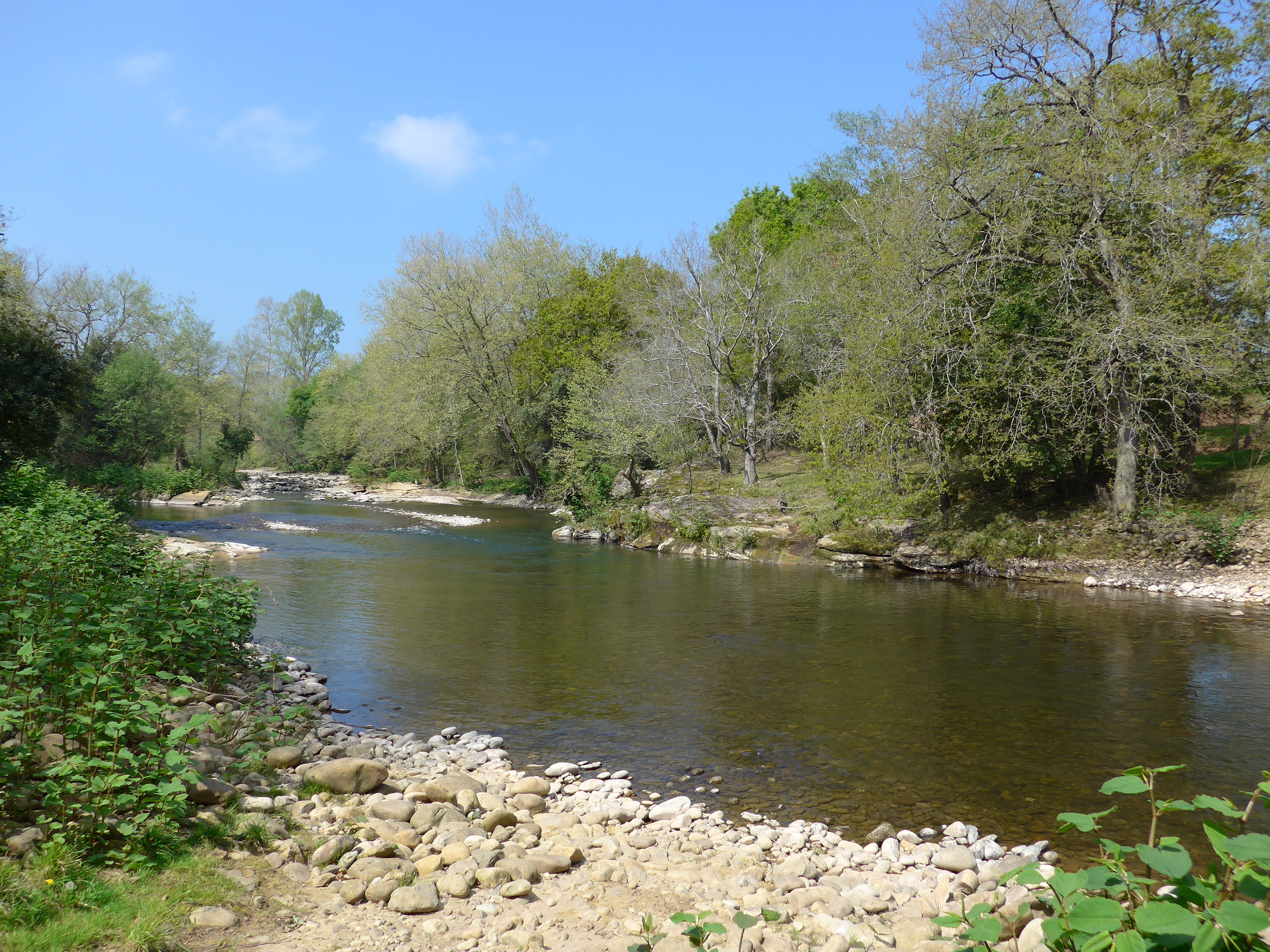
El río Saja en Villapresente

Reocín es un municipio de la comunidad autónoma de Cantabria (España), en la comarca de Saja-Nansa. Limita al norte con Alfoz de Lloredo y Santillana del Mar, al oeste con Cabezón de la Sal, al sur con Mazcuerras y Cartes y al este con Torrelavega.
Cuna de la historia de la Cantabria moderna, su capital, Puente San Miguel, alberga la denominada casa de juntas, lugar donde los Nueve Valles de las Asturias de Santillana decidieron constituir en 1778 la provincia de Cantabria. De esta forma, cada 28 de julio se celebra en este lugar el Día de las Instituciones de Cantabria.
Con un pasado marcado por las explotaciones mineras de zinc de la compañía AZSA, actualmente Reocín se dispone a encarar un futuro prometedor de crecimiento económico, demográfico y social, sustentado en la aprobación de un nuevo Plan General de Ordenación Urbana y en la instalación de nuevas actividades industriales y comerciales.
Dispone de más de 800 000 m² (80,0 hectáreas) de suelo industrial en el denominado Parque Empresarial del Besaya y se iniciará la construcción de un gran centro comercial (que ahora está parado debido a la fuerte crisis que vive este municipio) con una inversión de más de 100 millones de euros.
El 13 de mayo de 2011 se inauguró la variante de Puente San Miguel (CA-131) que une esta localidad con Santillana del Mar y Suances y, a su vez, todas ellas con la Autovía del Cantábrico, centrando aún más a Reocín en el corazón de Cantabria y como cabecera de un importante nudo de comunicaciones con la Meseta y el corredor del Cantábrico.

## Toponimia
Su etimología es Rio Hoçin (río que traza hoces, en referencia a los meandros que el río Saja dibuja a su paso por este territorio).

## Geografía
El municipio está situado en la zona central de Cantabria, en la comarca Saja-Nansa, y tiene una superficie de 32,09 km². La capital municipal, Puente San Miguel, dista 27 kilómetros de Santander.
El término municipal está atravesado por la Autovía del Cantábrico (A-8) y por la carretera nacional N-634, entre los pK 234 y 242, además de por la carretera autonómica CA-133 (Puente San Miguel - Santillana del Mar) y por carreteras locales que permiten la comunicación entre las pedanías y con el municipio de Alfoz de Lloredo.
El valle del río Saja define buena parte del relieve del municipio, aunque tanto por el norte como el sur se alzan montes que rondan los 300 m de altitud. La altitud oscila entre los 307 m al sur y los 30 m a orillas del río Saja. La capital municipal se alza a 31 m sobre el nivel del mar.
| Noroeste: Alfoz de Lloredo | Norte: Santillana del Mar | Nordeste: Santillana del Mar |
| Oeste: Cabezón de la Sal   |                           | Este: Torrelavega            |
| Suroeste: Mazcuerras       | Sur: Mazcuerras y Cartes  | Sureste: Cartes              |

### Clima
Véase también: Clima de Cantabria
El territorio municipal se ubica en la región climática de la Ibéria Verde de clima Europeo Occidental, clasificada también como clima templado húmedo de verano fresco del tipo Cfb según la clasificación climática de Köppen.
Los principales rasgos del municipio a nivel general son unos inviernos suaves y veranos frescos, sin cambios bruscos estacionales, siendo la diferencia entre el invierno y el verano de unos once o doce grados. El aire es húmedo con abundante nubosidad y las precipitaciones son frecuentes en todas las estaciones del año, alcanzando una media anual de mil ciento noventa y nueve milímetros, con escasos valores excepcionales a lo largo del año y máximos pluviométrico a finales de otoño y en primavera.
La temperatura media de la región ha aumentado 0,6 °C en los últimos cincuenta años, mientras que las precipitaciones han experimentado un descenso del 10 %. Cada uno de los años de la serie 1981-2010 fueron claramente más secos y cálidos que los de la serie 1951-1980. Y todo indica que las fluctuaciones intra-estacionales del régimen termo-pluviométrico fueron más intensas durante el periodo 1981-2010.

## Población
Fuente: INE

### Localidades
Sus 8312 habitantes (INE, 2017) se reparten en las siguientes localidades:

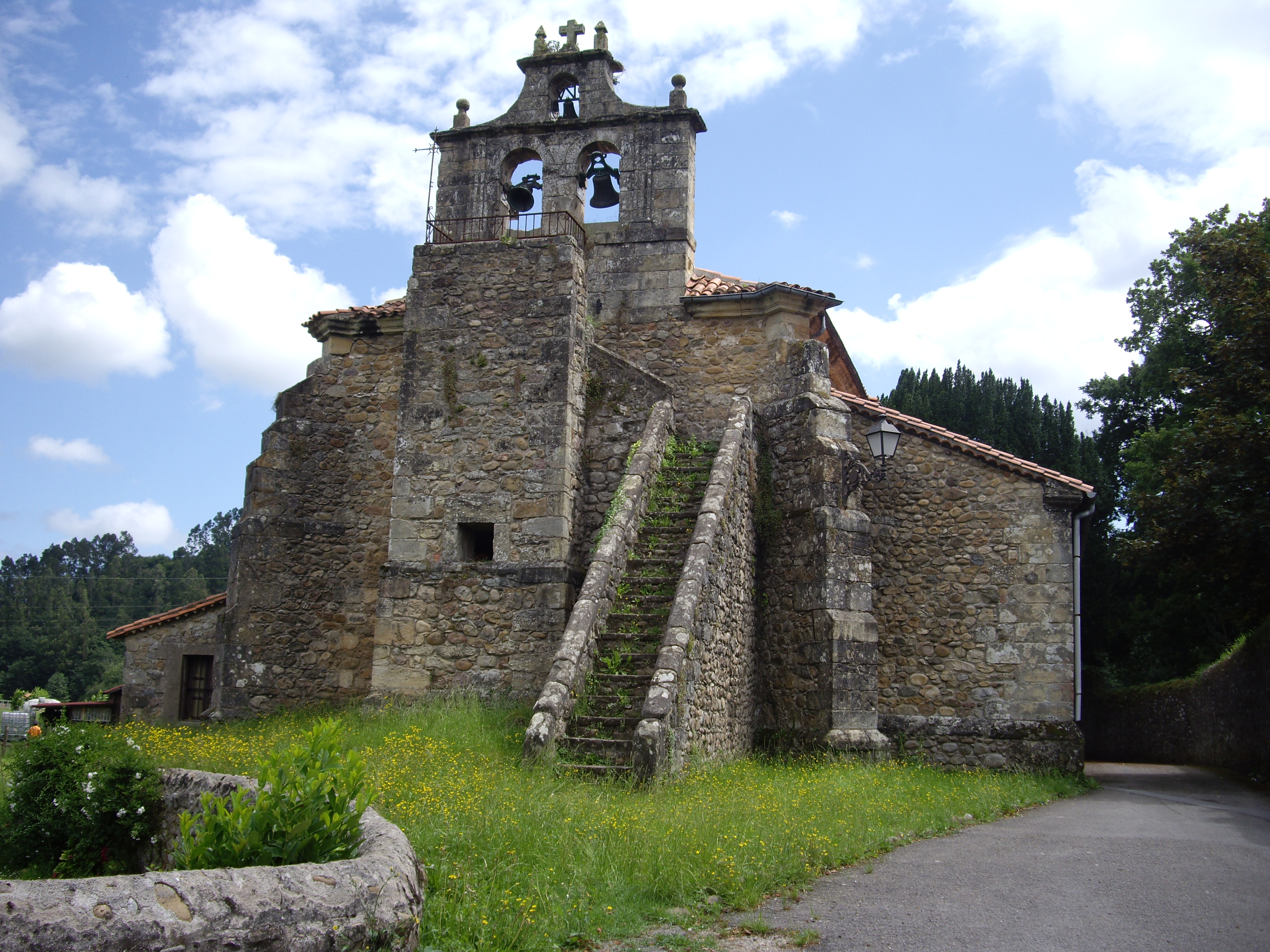
Iglesia de San Juan Bautista de Barcenaciones, de finales del

- Barcenaciones: situada en la parte suroeste del municipio, al pie de una colina y bañada por el río Saja; dista 6 kilómetros de la capital municipal. Está a 62 metros sobre el nivel del mar. En 2014 tenía 152 habitantes. De su arquitectura destaca la iglesia parroquial de San Juan Bautista del XVII y numerosas casonas. En 2012 la localidad fue galardonada con el premio Pueblo de Cantabria.
- Caranceja: situada a 83 m sobre el nivel del mar cerca de Barcenaciones, en la orilla derecha del río Saja. Se integró en el municipio en 1835, junto a La Veguilla, Cerrazo y Golbardo. Dista 8 kilómetros de Puente San Miguel, capital del municipio. En 2014 tenía 274 habitantes. En esta localidad cuenta con hallazgos arqueológicos del paleolítico, en la zona de La Peñona de Caranceja. También se han encontrado hoyos de combustión medievales. De su patrimonio arquitectónico, destacan los palacios de los Pérez Bustamante y de Sobrecasa (XVII y XVIII respectivamente) y la iglesia parroquial de San Andrés, XVIII.
- Cerrazo: está situado en una elevación al noroeste del ayuntamiento limitada al sur por el río Saja y al norte por la depresión que forma el arroyo llamado de La Marquesa. En 2014 tenía 551 habitantes. Dista 3 km de la capital del ayuntamiento. Se encuentra muy próxima a la cueva de Altamira en Santillana del Mar. De su patrimonio es destacable la iglesia de San Ginés y las ermitas de San José del Monte y del Santo Cristo de la Piedad.
- Golbardo: está situado la margen izquierda del río Saja, a 6 kilómetros de Puente San Miguel y 83 m sobre el nivel del mar. En 2014 tenía 199 habitantes. El puente de Golbardo que une la localidad con Barcenaciones, es uno de los primeros puentes de hormigón de España siendo daclarado Bien de Interés Cultural en 2002. La iglesia parroquial de San Juan y las casas de Bustamante y Gutiérrez de Bustamante son los edificios más representativos de patrimonio local.
- Helguera, 733 hab.
- Puente San Miguel (capital), 3184 hab.
- Quijas, 783 hab.
- Reocín, 62 hab.
- San Esteban, 103 hab.
- Valles, 533 hab.
- La Veguilla, 451 hab.
- Villapresente: 1293 hab.

## Símbolos
El ayuntamiento posee escudo herádico municipal aprobado por Decreto en 1991. Este tiene forma ibérica o española: cuadrilongo con el borde inferior redondeado en la punta, y su descripción es la siguiente: Escudo medio partido y cortado. Primero, de gules, cabeza de Santa Juliana, acampanada de dos palmas, de oro; Segundo de azur, puente de plata. siniestrado de una torre del mismo metal, sobre ondas de plata y azur; tercero, de azur, nueve luceros de ocho puntas, dispuestos en rombo. Al timbre, corona regia.

## Administración y política
El Ayuntamiento de Puente San Miguel es la institución encargada del gobierno y administración municipal. Está compuesto por el alcalde a cargo del poder ejecutivo y trece concejales que ejercen como poder legislativo. Los concejales son elegidos directamente por el vecindario mediante sufragio universal, mientras que el alcalde es escogido en segunda instancia por estos, entre los cabezas de lista con representación en el Pleno.
Pablo Diestro Eguren (PRC) es el actual alcalde del municipio, tras el pacto entre PRC y PSC-PSOE, después de las elecciones municipales de 2015 en las que los tres principales partidos consiguieron un empate a 4 concejales. Los partidos políticos con representación en el ayuntamiento son el PP, el PRC, el PSC-PSOE y Reocín Puede.
| Periodo   | Nombre                    | Partido | Partido                                  |
| --------- | ------------------------- | ------- | ---------------------------------------- |
| 2003-2011 | Germán Fernández González |         | Partido Socialista Obrero Español (PSOE) |
| 2011-2015 | Miguel García Cayuso      |         | Partido Popular (PP)                     |
| 2015-act. | Pablo Diestro Eguren      |         | Partido Regionalista de Cantabria (PRC)  |

| Partido político                         | 2023  | 2023  | 2023       | 2019  | 2019  | 2019       | 2015  | 2015  | 2015       | 2011  | 2011  | 2011       | 2007  | 2007  | 2007       |
| Partido político                         | Votos | %     | Concejales | Votos | %     | Concejales | Votos | %     | Concejales | Votos | %     | Concejales | Votos | %     | Concejales |
| Partido Regionalista de Cantabria (PRC)  | 2434  | 49,13 | 7          | 2645  | 52,56 | 7          | 1458  | 28,69 | 4          | 1179  | 22,88 | 3          | 780   | 14,84 | 2          |
| Partido Socialista Obrero Español (PSOE) | 798   | 16,10 | 2          | 1330  | 26,43 | 4          | 1249  | 24,58 | 4          | 1110  | 21,54 | 3          | 2116  | 40,26 | 6          |
| Partido Popular (PP)                     | 640   | 12,91 | 2          | 711   | 14,12 | 2          | 1480  | 29,12 | 4          | 2221  | 43,09 | 6          | 1608  | 30,59 | 4          |
| Vox                                      | 604   | 12,19 | 1          | —     | —     | —          | —     | —     | —          | —     | —     | —          | —     | —     | —          |
| Izquierda Unida (IU)                     | 324   | 6,54  | 1          | —     | —     | —          | 279   | 5,49  | 0          | 417   | 8,09  | 1          | —     | —     | —          |
| Reocín Puede                             | —     | —     | —          | —     | —     | —          | 529   | 10,41 | 1          | —     | —     | —          | —     | —     | —          |
| RCI                                      | —     | —     | —          | —     | —     | —          | —     | —     | —          | —     | —     | —          | 533   | 10,14 | 1          |

## Patrimonio
Cinco son los bienes de interés cultural de este municipio:
- Palacio y torre de Bustamante, en Quijas, con la categoría de monumento.
- Puente de Golbardo, monumento.
- Cueva de La Estación, en Santa Isabel de Quijas, con la categoría de zona arqueológica.
- Cueva de La Clotilde, en Santa Isabel de Quijas, zona arqueológica.
- Finca de la sociedad Puente San Miguel, S. A., en Puente San Miguel, con la categoría de jardín histórico, único bien de este tipo en Cantabria.

Además, hay dos bienes inventariados:
- La Casona de Cerrazo.
- Una de las Locomotoras de Vapor ("Udías, María, Revilla, Peñacastillo, Reyerta y Begoña 3") incluidas en el inventario General. En concreto, se trata de la locomotora Udías, ubicada en el Pozo Santa Amelia (Reocín) y propiedad de AZSA.

## Personas notables
- Benito Agüera Bustamante (1741-1807), de Barcenaciones. Militar y diplomático.[13]
- José Agüera Bustamante (1736-1798), de Barcenaciones. Militar, hermano del anterior.[13]